# 澤村凜
澤村凜（日语：／，1963年7月5日—），是日本推理小說作家，畢業於鳥取大學。1991年，澤村凜以《折回》入圍日本幻想小說大獎，未能獲獎。7年後，她終於以《YAN住過的島》奪得日本幻想小說大獎。另外，澤村凜曾兩次入圍日本推理作家協會獎，不過都未能獲獎。